# Бугано (Виченца)
Бугано је насеље у Италији у округу Виченца, региону Венето.
Према процени из 2011. у насељу је живело 373 становника. Насеље се налази на надморској висини од 43 м.